# ハッピー・トゥモロー (漫画)
『ハッピー・トゥモロー』は、すえのぶけいこによる日本の漫画短編集。デビュー作など4作の短編漫画を収録している。2003年1月10日に講談社より第1刷発行。

## 収録作
ハッピー・トゥモロー
表題作。後の「ライフ」の原型となった作品。
ドキドキ

星に願いを

手をつなごう
デビュー作。